# Crepina
Crepina je hrvatska rijeka u Dubrovačko-neretvanskoj županiji i dio delte Neretve. Nastaje izdvajanjem od Male Neretve u zaselku Crepina, koji je dio naselja Buk Vlaka i dobio je ime po rijeci. Duga je 7,148 km. Ulijeva se u crpnu stanicu Modrić, koja se nalazi u blizini Pržinovca i ušća Male Neretve u Jadransko more.